# Kasannoin Sadatsugu
Kasannoin Sadatsugu (花山院持忠, também pronunciado Kazanin Sadatsugu, ????-1528), foi um nobre do inicio do período Muromachi da história do Japão. Pertencia ao ramo Kasannoin do Clã Fujiwara e se tornou líder do ramo entre 1448 e 1454.

## Biografia
Era filho do Naidaijin Mochitada. Em 1442, durante o reinado do Imperador Go-Hanazono, Sadatsugu recebeu o posto de  jugoi (funcionário da corte de quinto escalão júnior) e no ano seguinte promovido a shōgoi (funcionário de quinto escalão sênior).
Em 1445 foi promovido a jushii (quarto escalão júnior) e recebeu o cargo de sakonoe no chūjō (sub-comandante da ala esquerda da guarda do palácio) e concomitantemente a kai (governador) da província de Bitchū.
Em 1447 foi promovido ao posto de jusanmi (terceiro escalão júnior) e nomeado Gonmori (vice-governador) da província de Sanuki. No ano seguinte foi nomeado chūnagon.
Entre 1452 e 1453 foi nomeado dainagon e no ano seguinte abandona os cargos políticos e se torna monge budista (shukke) até seu falecimento em 11 de fevereiro de 1467. Deixou como herdeiro e líder do Ramo seu irmão Masanaga.